# أميفامبريدين
أميفامبريدين( Amifampridine)، الذي يباع تحت الإسمين التجاريين فيردابي(Firdapse )و روزورݣي(Ruzurgi )، هو دواء يتم وصفه لعلاج متلازمة لامبرت-إيتون (LEMS).   و يعطى عن طريق الفم.  هناك نوعان من الدواء، النوع الأول مخصص للاستخدام لدى الأطفال و النوع الثاني مخصص للاستخدام لدى البالغين. 
تشمل الآثار الجانبية الشائعة لهذا العقار على: الخدر و ألم المعدة و الإسهال و الغثيان.  و لا ينبغي استعماله للأشخاص الذين يعانون من فترة QT المطولة، أو الصرع، أو الربو.  أما استخدامه أثناء الحمل فهناك مخاوف بأنه قد يلحق الضرر بالجنين.  و هو عبارة عن حاصرات لقنوات البوتاسيوم مما يطيل زمن إزالة الاستقطاب العصبي.. 
تمت الموافقة على أميفامبريدين للاستخدام الطبي في أوروبا في عام 2009 و في الولايات المتحدة في عام 2018.   في المملكة المتحدة، تكلف 100 حبة من 10 ملغ حوالي 1800 جنيه إسترليني هيئة الخدمات الصحية الوطنية اعتبارًا من عام 2021.  و تبلغ تكلفة هذا المقدار في الولايات المتحدة حوالي 20600 دولار أمريكي. 